# (7274) Washioyama
(7274) Washioyama (1982 FC) – planetoida z grupy pasa głównego asteroid okrążająca Słońce w ciągu 3 lat i 200 dni w średniej odległości 2,33 j.a. Została odkryta 21 marca 1982 roku w Geisei Observatory przez Tsutomu Seki. Nazwa planetoidy pochodzi od małego wzgórza w południowej części rodzinnego miasta odkrywcy Kochi.